# Alejandro Maureira
Alejandro Antonio Maureira Cueto (* 26. Juli 1983 in Viña del Mar) ist ein ehemaliger chilenischer Fußballspieler auf der Position eines Außenstürmers.

## Karriere
Alejandro Maureira begann 2002 seine Profikarriere bei Fernández Vial. Der Offensivakteur spielte überwiegend bei Vereinen aus der Primera B, zuletzt 2014 beim CD Magallanes. Einzige Auslandserfahrung sammelte er zwischen 2007 und 2008 bei Deportivo Zacapa in Guatemala.
Nach seinem Karriereende engagierte sich Maureira als Trainer bei Curicó Unido, wo er unter anderem Trainer der Frauenmannschaft sowie der U21-Mannschaft war.